# Gricourt
Cet article possède des paronymes, voir Grécourt et Dricourt.
Gricourt est une commune française située dans le département de l'Aisne, en région Hauts-de-France.

## Géographie
Gricourt est un village de l'Aisne (Picardie) qui se situe à 2,5 km au nord de Saint-Quentin. Fresnoy-le-Petit est un écart situé à l'ouest du chef-lieu.
| Pontru                   | Pontruet | Lehaucourt |
| Maissemy                 | Gricourt | Lehaucourt |
| Francilly-Selency Holnon | Fayet    | Fayet      |

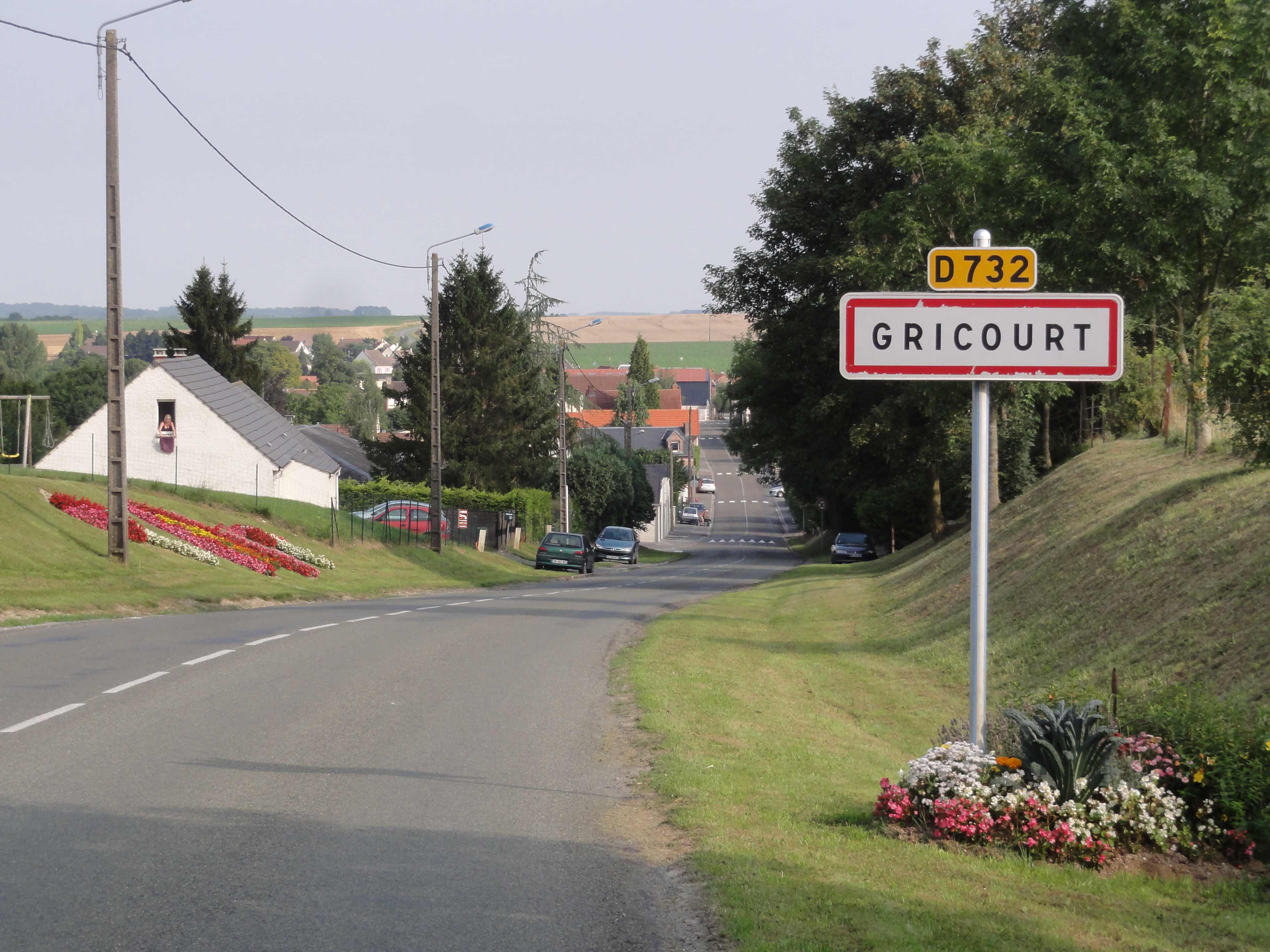
Entrée de Gricourt.
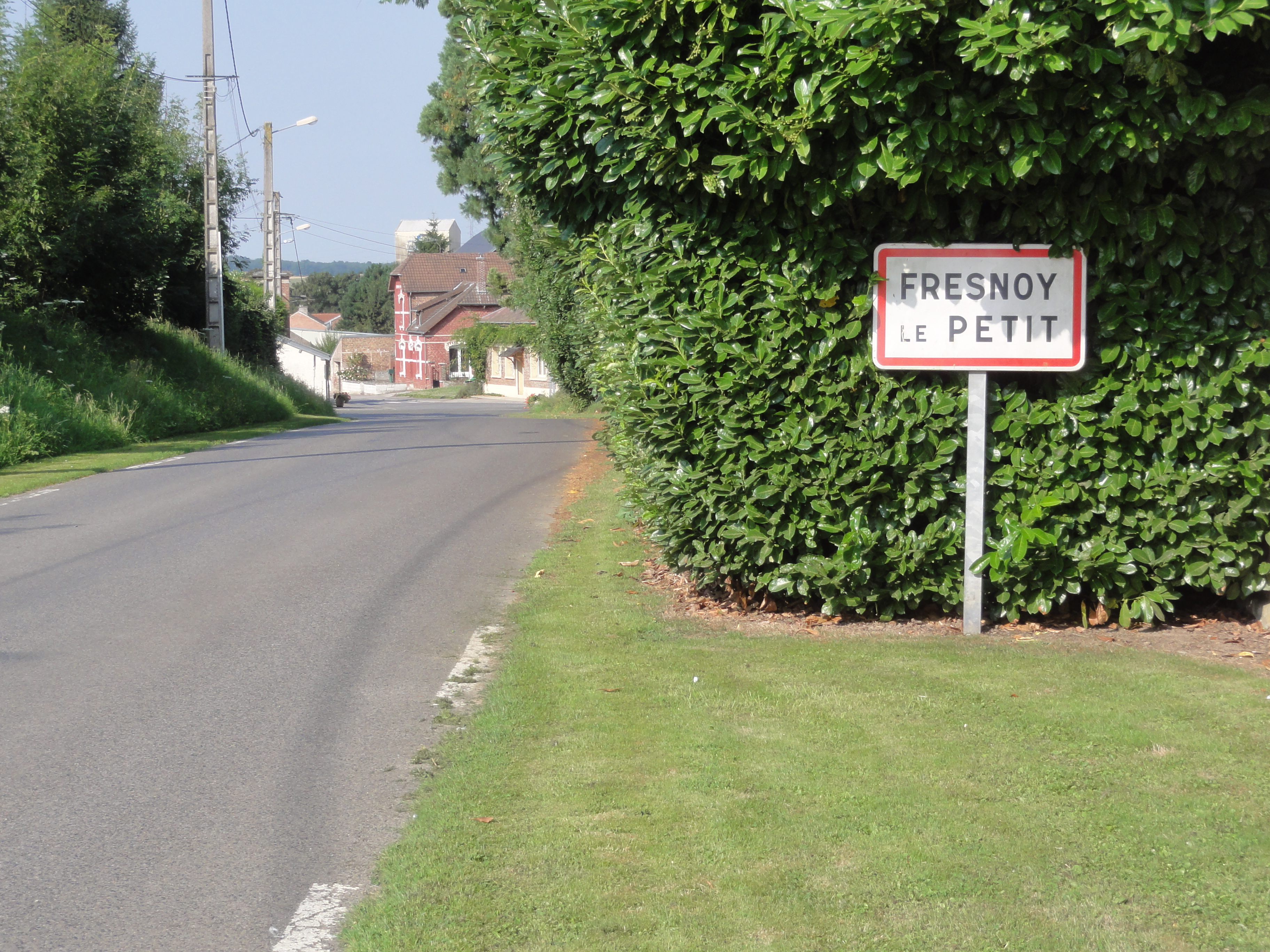
Entrée de Fresnoy le Petit.

### Hydrographie
La commune est située dans le bassin Artois-Picardie. Elle n'est drainée par aucun cours d'eau.

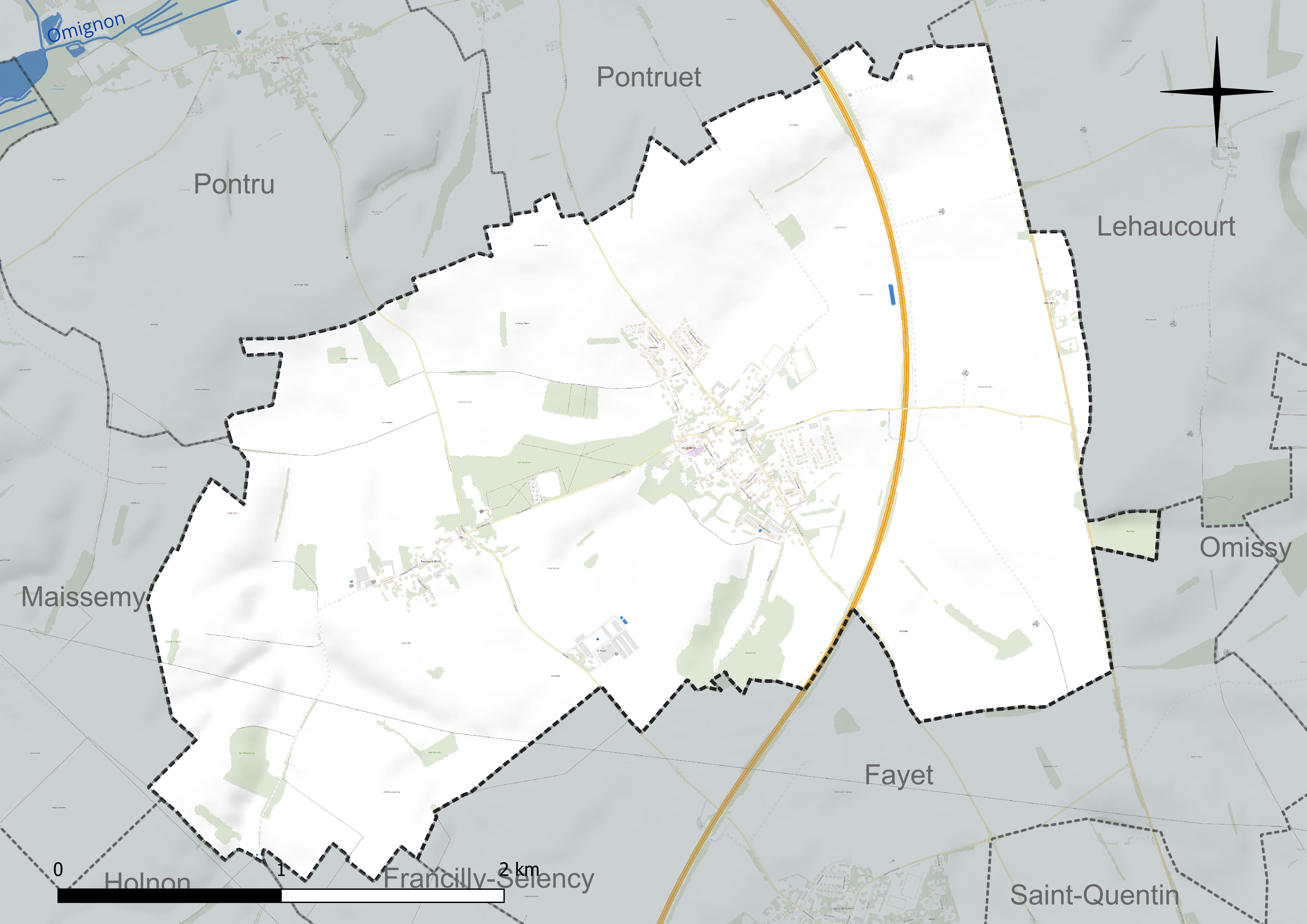
Réseau hydrographique de Gricourt.

### Climat
Pour des articles plus généraux, voir Climat des Hauts-de-France et Climat de l'Aisne.
En 2010, le climat de la commune est de type climat océanique dégradé des plaines du Centre et du Nord, selon une étude du CNRS s'appuyant sur une série de données couvrant la période 1971-2000. En 2020, Météo-France publie une typologie des climats de la France métropolitaine dans laquelle la commune est exposée à un climat océanique et est dans la région climatique Nord-est du bassin Parisien, caractérisée par un ensoleillement médiocre, une pluviométrie moyenne régulièrement répartie au cours de l'année et un hiver froid (3 °C).
Pour la période 1971-2000, la température annuelle moyenne est de 10,2 °C, avec une amplitude thermique annuelle de 14,8 °C. Le cumul annuel moyen de précipitations est de 719 mm, avec 11,8 jours de précipitations en janvier et 8,6 jours en juillet. Pour la période 1991-2020, la température moyenne annuelle observée sur la station météorologique la plus proche, située sur la commune de Fontaine-lès-Clercs à 9 km à vol d'oiseau, est de 10,8 °C et le cumul annuel moyen de précipitations est de 683,4 mm,. Pour l'avenir, les paramètres climatiques de la commune estimés pour 2050 selon différents scénarios d'émission de gaz à effet de serre sont consultables sur un site dédié publié par Météo-France en novembre 2022.

## Urbanisme

### Typologie
Au 1er janvier 2024, Gricourt est catégorisée bourg rural, selon la nouvelle grille communale de densité à 7 niveaux définie par l'Insee en 2022.
Elle est située hors unité urbaine. Par ailleurs la commune fait partie de l'aire d'attraction de Saint-Quentin, dont elle est une commune de la couronne,. Cette aire, qui regroupe 120 communes, est catégorisée dans les aires de 50 000 à moins de 200 000 habitants,.

### Occupation des sols
L'occupation des sols de la commune, telle qu'elle ressort de la base de données européenne d'occupation biophysique des sols Corine Land Cover (CLC), est marquée par l'importance des territoires agricoles (92,4 % en 2018), en diminution par rapport à 1990 (93,7 %). La répartition détaillée en 2018 est la suivante : 
terres arables (92,4 %), zones urbanisées (5,1 %), forêts (2,5 %).
L'évolution de l'occupation des sols de la commune et de ses infrastructures peut être observée sur les différentes représentations cartographiques du territoire : la carte de Cassini (XVIIIe siècle), la carte d'état-major (1820-1866) et les cartes ou photos aériennes de l'IGN pour la période actuelle (1950 à aujourd'hui).

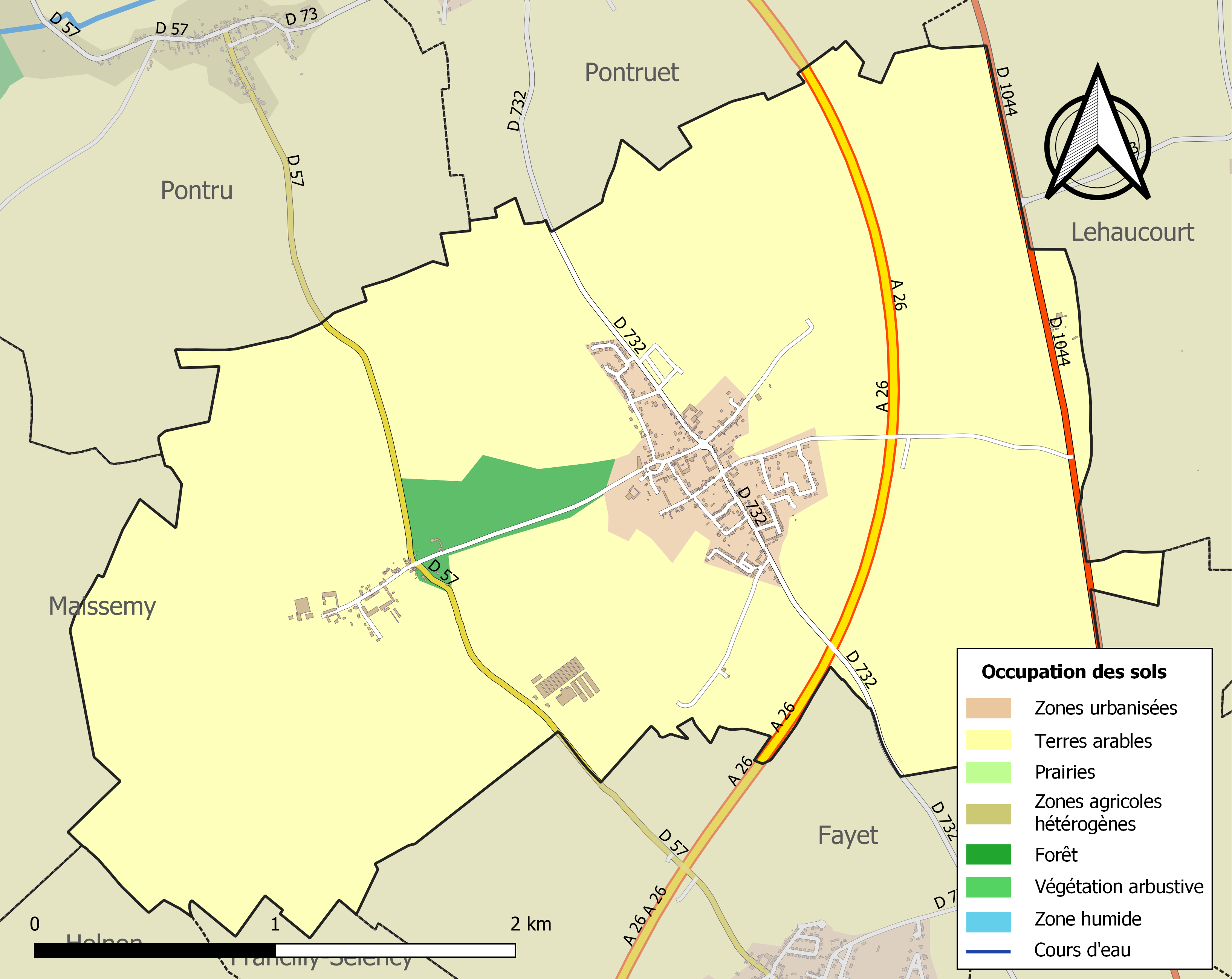
Carte de l'occupation des sols de la commune en 2018 (CLC).

## Toponymie
Le nom de la localité est attesté sous les formes Gricurt (1170) ; Villa de Grecort (1239) ; Gricort (1240) ; Graincourt (1275) ; Griecourt (1295) ; Saint-Remy-de-Gricourt (1743).

## Histoire
Avant la Révolution française, Gricourt est le siège d'une seigneurie. Vers 1754, Charles Joseph Théry, écuyer, est seigneur de Gricourt. Il est le mari de Marie Josèphe Adrienne de le Court. Le 29 septembre 1754, leur fille Marie Anne Charlotte Théry, baptisée à Douai le 3 septembre 1737, épouse Philippe Joseph Hanecart, fils de Philippe François Théodore, écuyer, seigneur puis baron de Briffœil et Wasmes, conseiller du roi au Parlement de Flandres, président à mortier, et de Marie Claire Pédecœur, bourgeoise de Douai le 21 décembre 1762. Il nait à Douai en septembre 1729 (baptisé le 15 septembre 1729), est baron de Briffoeil, seigneur de Tours, de Busignies (Busigny?), Malmaison, Wasmes, Pipaix, la Cattoire, la Mairie, Lommeau. Il meurt à Douai le 2 septembre 1788, inhumé au cimetière des Clarisses.

### La guerre 1914-1918
Comme d'autres villages de la région, Gricourt est sorti meurtrie de la Grande Guerre car le village a été entièrement rasé en 1917 par les Allemands.
Le 28 août 1914, soit moins d'un mois après la déclaration de guerre, l'armée française bat en retraite vers l'ouest et les Allemands arrivent à Gricourt. Dès lors commença l'occupation allemande qui dura jusqu'en mars 1917. Le front se situant à une vingtaine de kilomètres à l'ouest vers Péronne, l'activité des occupants consistait principalement à assurer le logement des combattants et l'approvisionnement en nourriture. Des arrêtés de la kommandantur obligeaient, à date fixe, sous la responsabilité du maire et du conseil municipal, sous peine de sanctions, la population à fournir : blé, œufs, lait, viande, légumes, destinés à nourrir les soldats du front. Toutes les personnes valides devaient effectuer des travaux agricoles ou d'entretien. Voici des extraits d'un arrêté de la kommandantur d'Holnon valable pour 25 communes de la région : " Holnon le 22 juillet 1915. Tous les ouvriers et les femmes et les enfants de 15 ans sont obligés de faire travaux des champs tous les jours aussi dimanche de quatre heures du matin jusque huit heures du soir... Après la récolte les fainéants seront emprisonnés six mois… Les femmes fainéantes seront exilées à Holnon pour travailler. Après la récolte, les femmes seront emprisonnées six mois… Les enfants fainéants seront punis de coups de bâton. De plus le commandant réserve de punir les ouvriers fainéants de 20 coups de bâton tous les jours… Les ouvriers de la commune Vendelles sont punis sévèrement".(voir le document entier sur Gallica en cliquant sur le lien ci-après).
En février 1917, le général Hindenburg décida de la création d'une ligne défense à l'arrière du front ; lors du retrait des troupes allemandes, tous les villages seraient détruits pour ne pas servir d'abri aux troupes franco-anglaises. Dès le 15 février les habitants furent évacués et dispersés dans des lieux occupés, jusqu'en Belgique. En mars 1917, avant du retrait des troupes allemandes sur la ligne Hindenburg, le long du canal de Saint-Quentin, les maisons sont pillées et incendiées, le village est systématiquement détruit. L'église, la mairie, les écoles et toutes les maisons sont dynamitées et les arbres sciés à 1 m de hauteur. Le village, vidé de ses habitants, reste occupé par les Allemands ; il est repris les 13 et 14 avril 1917 après de durs combats par les troupes britanniques. Les ruines du village seront plusieurs fois reprises par chaque camp et ce n'est qu'en septembre 1918, lors de la bataille de la ligne Hindenburg que Gricourt sera définitivement libérée par la 24e division britannique. Communiqué britannique du 25 septembre 1918 : "Hier, nos troupes résolurent de s'avancer jusqu'à Gricourt. La tâche n'était pas facile parce qu'il fallait longer un chemin creux. Tout fut mis en train. Les tanks partirent avec leur charge d'adroits tireurs. Les avions mitraillaient les assaillants. L'infanterie, des braves gars du Sussex, chargea. Il y eut des corps à corps furieux aux abords de Gricourt…"

Après l'Armistice, de nombreux habitants ne revinrent pas s'installer dans la commune et, avec les dommages de guerre, commencèrent une nouvelle vie dans d'autres lieux. Pour ceux qui furent de retour commença une longue période de plus de dix ans de reconstruction des habitations (maisons provisoires), des fermes, des bâtiments publics, des routes. De 672 habitants avant la guerre, Gricourt n'en comptait plus que 357 en 1921.
 
Vu les souffrances endurées par la population pendant les quatre années d'occupation et les dégâts aux constructions, la commune s'est vu décerner la Croix de guerre 1914-1918 (France) le 17 octobre 1920.

Sur le monument aux morts  sont inscrits les noms des neuf soldats gricourtois morts pour la France.

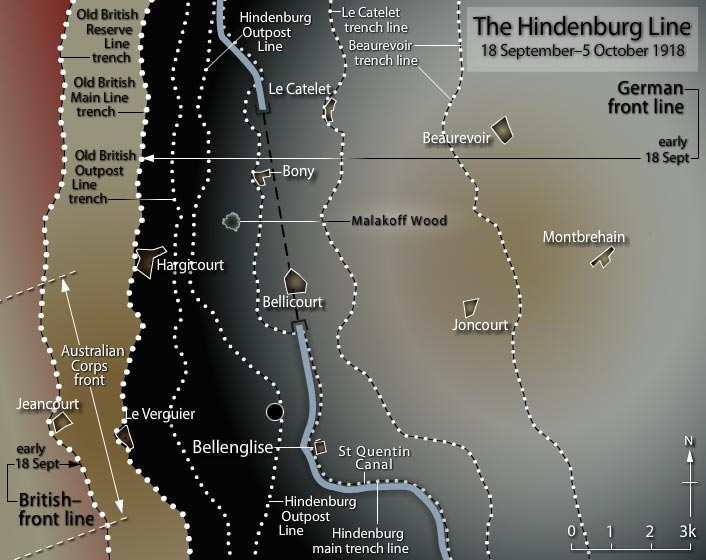
Carte de la bataille de la ligne Hindenburg en septembre-octobre 1918.
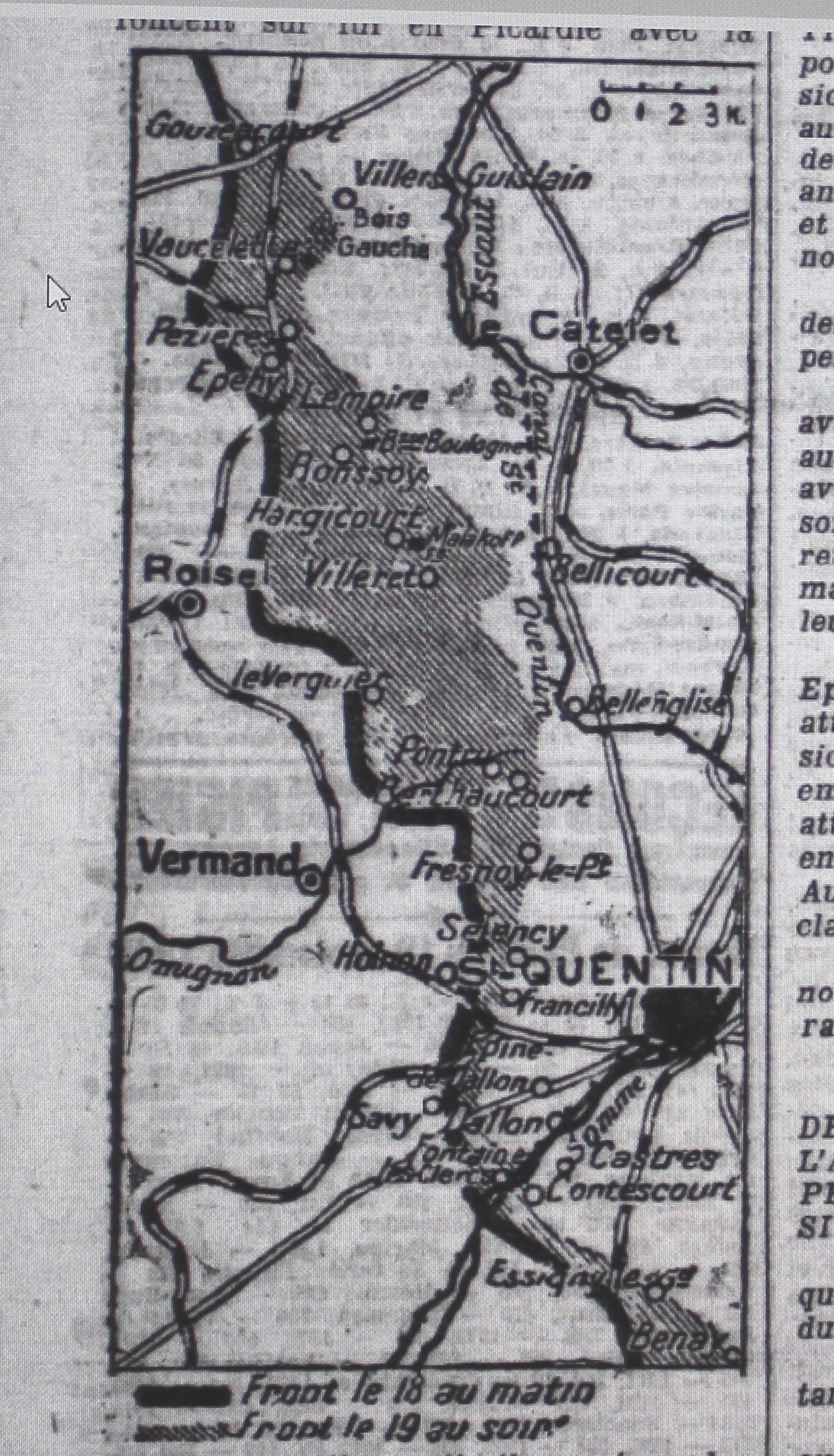
Carte montrant la prise définitive de Gricourt par l'armée anglaise en septembre 1918.
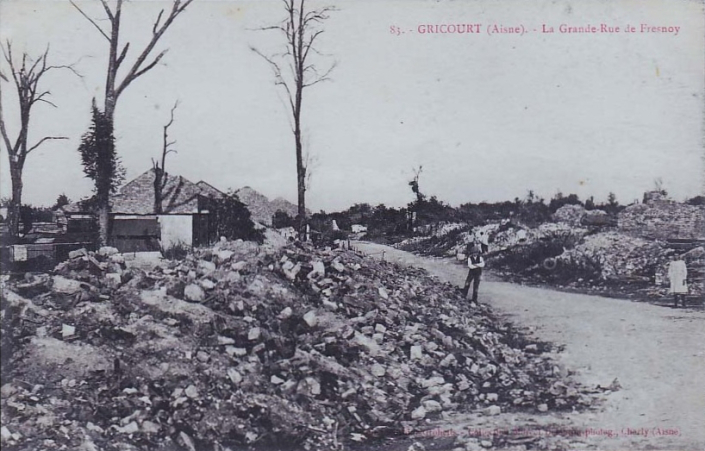
Ruines du village  en 1919.
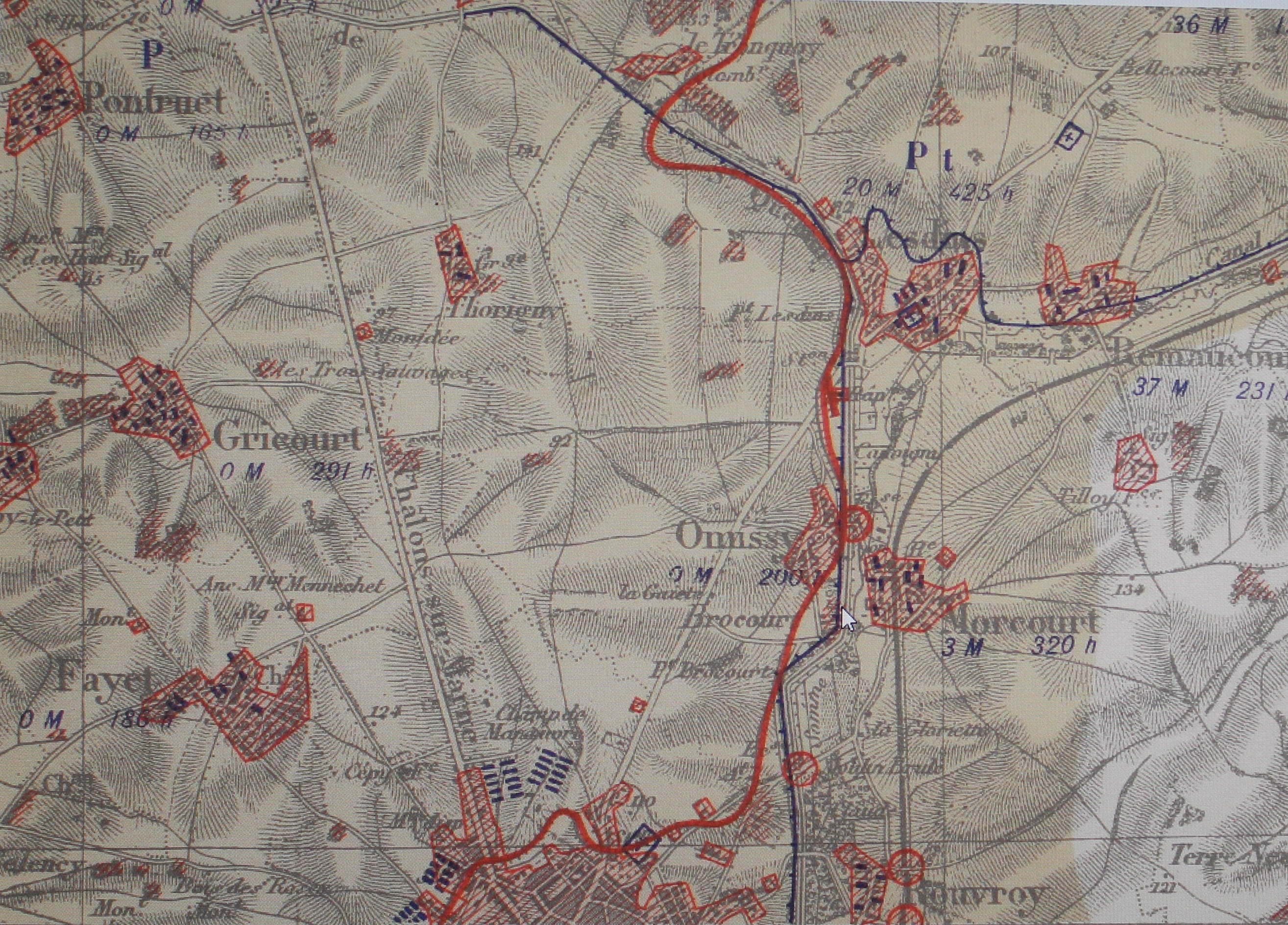
Carte montrant l'étendue des destructions de Gricourt.

## Politique et administration

### Découpage territorial
La commune de Gricourt est membre de la communauté de communes du Pays du Vermandois, un établissement public de coopération intercommunale (EPCI) à fiscalité propre créé le 31 décembre 1993 dont le siège est à Bellicourt. Ce dernier est par ailleurs membre d'autres groupements intercommunaux.
Sur le plan administratif, elle est rattachée à l'arrondissement de Saint-Quentin, au département de l'Aisne et à la région Hauts-de-France. Sur le plan électoral, elle dépend du  canton de Saint-Quentin-1 pour l'élection des conseillers départementaux, depuis le redécoupage cantonal de 2014 entré en vigueur en 2015, et de la deuxième circonscription de l'Aisne  pour les élections législatives, depuis le dernier découpage électoral de 2010.

### Administration municipale
Charles Louis Eugène Napoléon de Tascher de la Pagerie était maire de Gricourt en 1913.
| Période                                  | Période                   | Identité         | Étiquette    | Qualité                                               |
| ---------------------------------------- | ------------------------- | ---------------- | ------------ | ----------------------------------------------------- |
| Les données manquantes sont à compléter. |                           |                  |              |                                                       |
| avant 1876                               | après 1877                | Deballe          |              |                                                       |
| 1965                                     | 1995                      | Ghislain Lesage  | SFIO puis PS | Agriculteur                                           |
| 1995                                     | 2001                      | Henri Carpentier |              |                                                       |
| mars 2001                                | En cours (au 23 mai 2020) | Roland Varlet    | LR           | Professeur des écoles Réélu pour le mandat 2020-2026, |

## Démographie

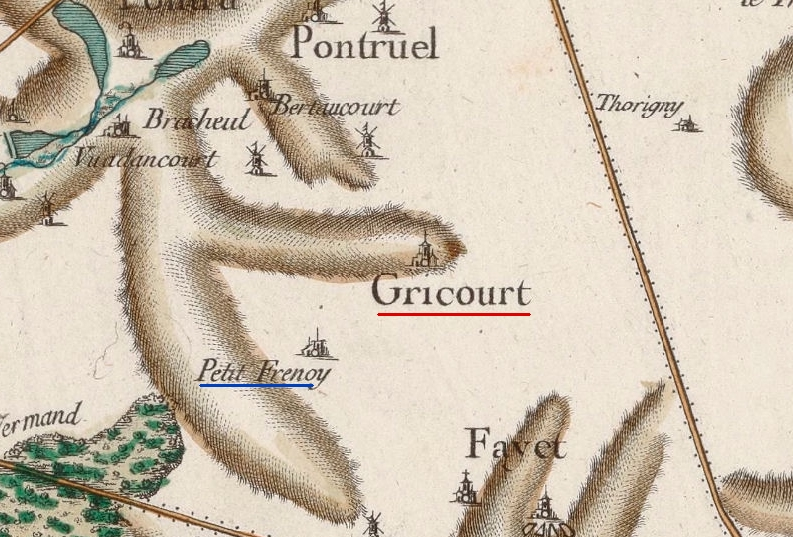
Carte de Cassini du secteur
(vers 1750)

L'évolution du nombre d'habitants est connue à travers les recensements de la population effectués dans la commune depuis 1793. Pour les communes de moins de 10 000 habitants, une enquête de recensement portant sur toute la population est réalisée tous les cinq ans, les populations de référence des années intermédiaires étant quant à elles estimées par interpolation ou extrapolation. Pour la commune, le premier recensement exhaustif entrant dans le cadre du nouveau dispositif a été réalisé en 2004.

En 2022, la commune comptait 1 000 habitants, en évolution de +1,11 % par rapport à 2016 (Aisne : −1,97 %, France hors Mayotte : +2,11 %).
| 1793 | 1800 | 1806 | 1821 | 1831 | 1836 | 1841 | 1846 | 1851 |
| ---- | ---- | ---- | ---- | ---- | ---- | ---- | ---- | ---- |
| 540  | 600  | 634  | 629  | 708  | 709  | 721  | 756  | 784  |

| 1856 | 1861 | 1866 | 1872 | 1876 | 1881 | 1886 | 1891 | 1896 |
| ---- | ---- | ---- | ---- | ---- | ---- | ---- | ---- | ---- |
| 773  | 784  | 755  | 765  | 774  | 760  | 767  | 794  | 742  |

| 1901 | 1906 | 1911 | 1921 | 1926 | 1931 | 1936 | 1946 | 1954 |
| ---- | ---- | ---- | ---- | ---- | ---- | ---- | ---- | ---- |
| 773  | 712  | 672  | 357  | 409  | 426  | 397  | 381  | 410  |

| 1962 | 1968 | 1975 | 1982 | 1990 | 1999 | 2004 | 2006 | 2009 |
| ---- | ---- | ---- | ---- | ---- | ---- | ---- | ---- | ---- |
| 439  | 397  | 669  | 651  | 761  | 739  | 708  | 845  | 852  |

| 2014 | 2019 | 2022  | - | - | - | - | - | - |
| ---- | ---- | ----- | - | - | - | - | - | - |
| 989  | 953  | 1 000 | - | - | - | - | - | - |

## Culture locale et patrimoine

### Lieux et monuments
- Église Saint-Rémi.
- Le cimetière communal avec son carré militaire.
- Le monument aux morts.

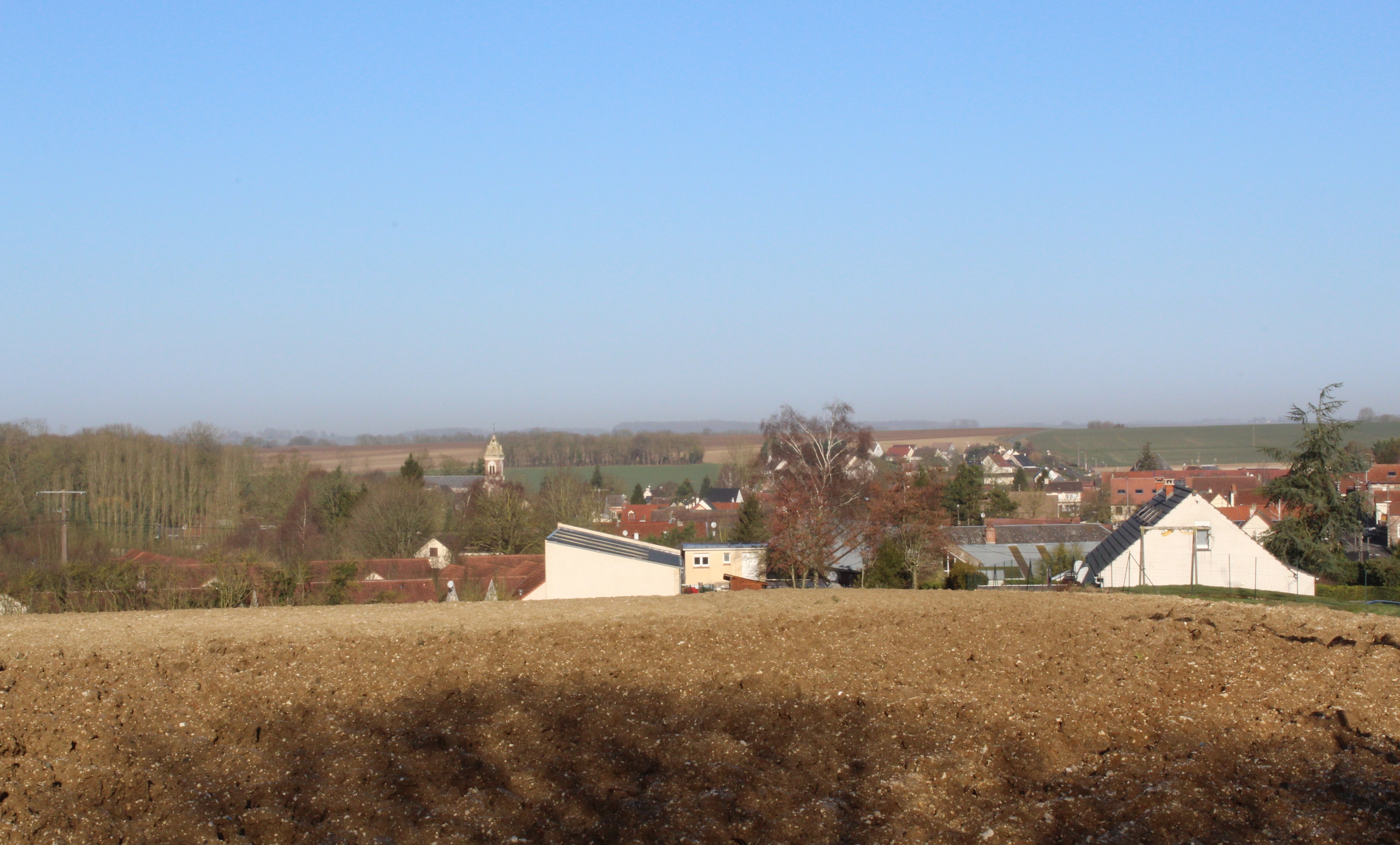
Vue panoramique depuis la route de Saint-Quentin.
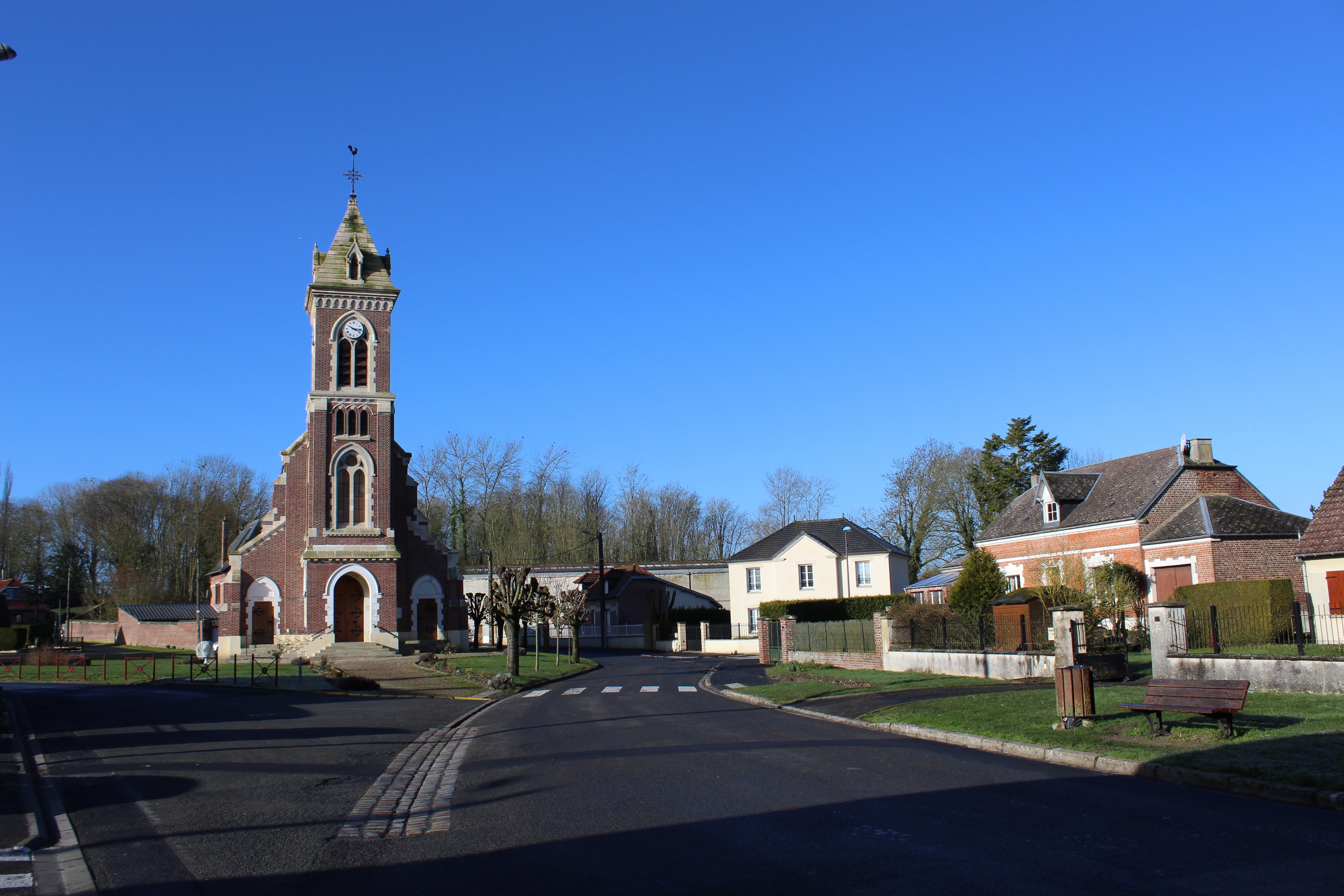
Vue de la place de l'Église.
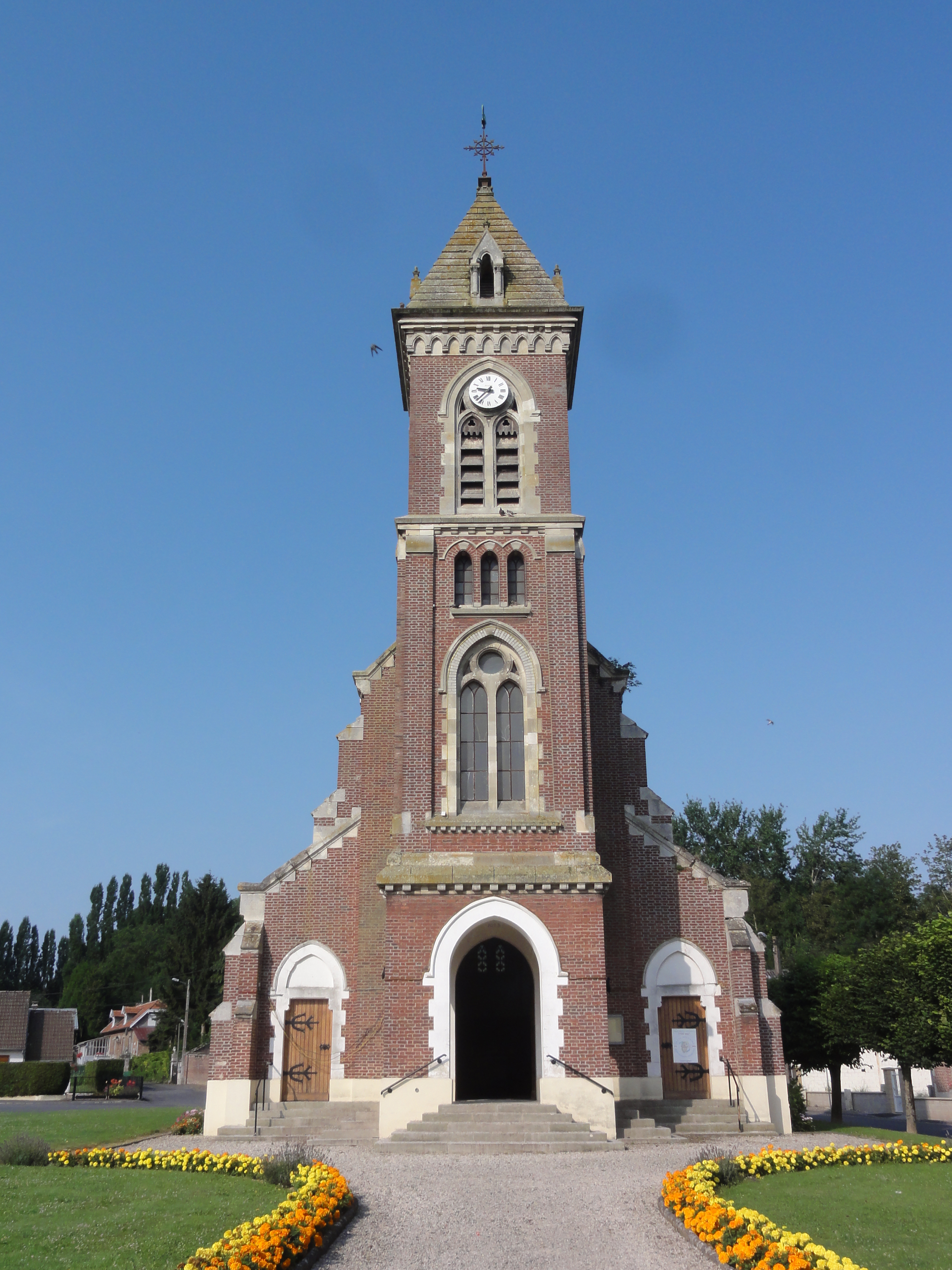
Église Saint-Rémi.
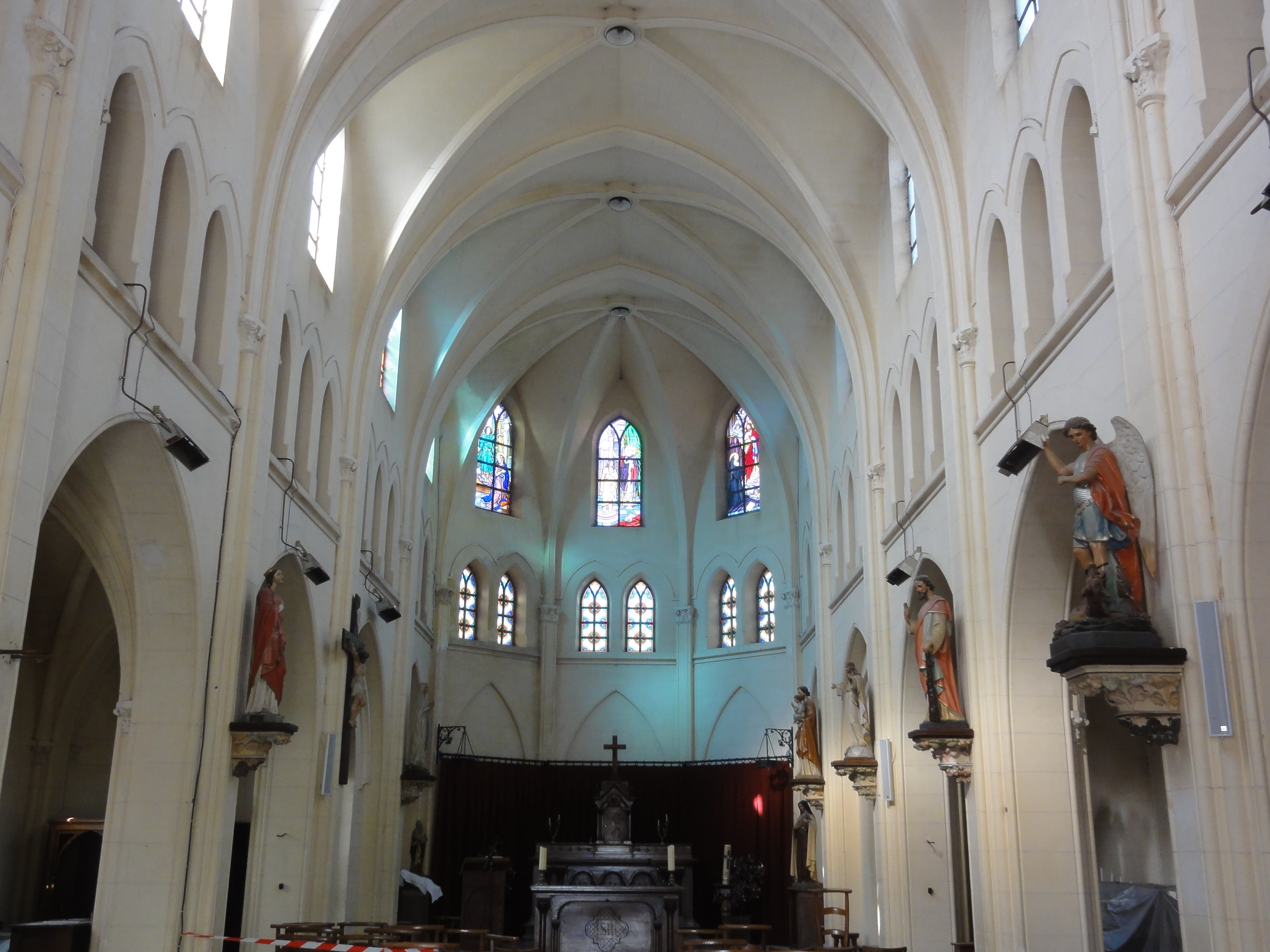
Église, intérieur.
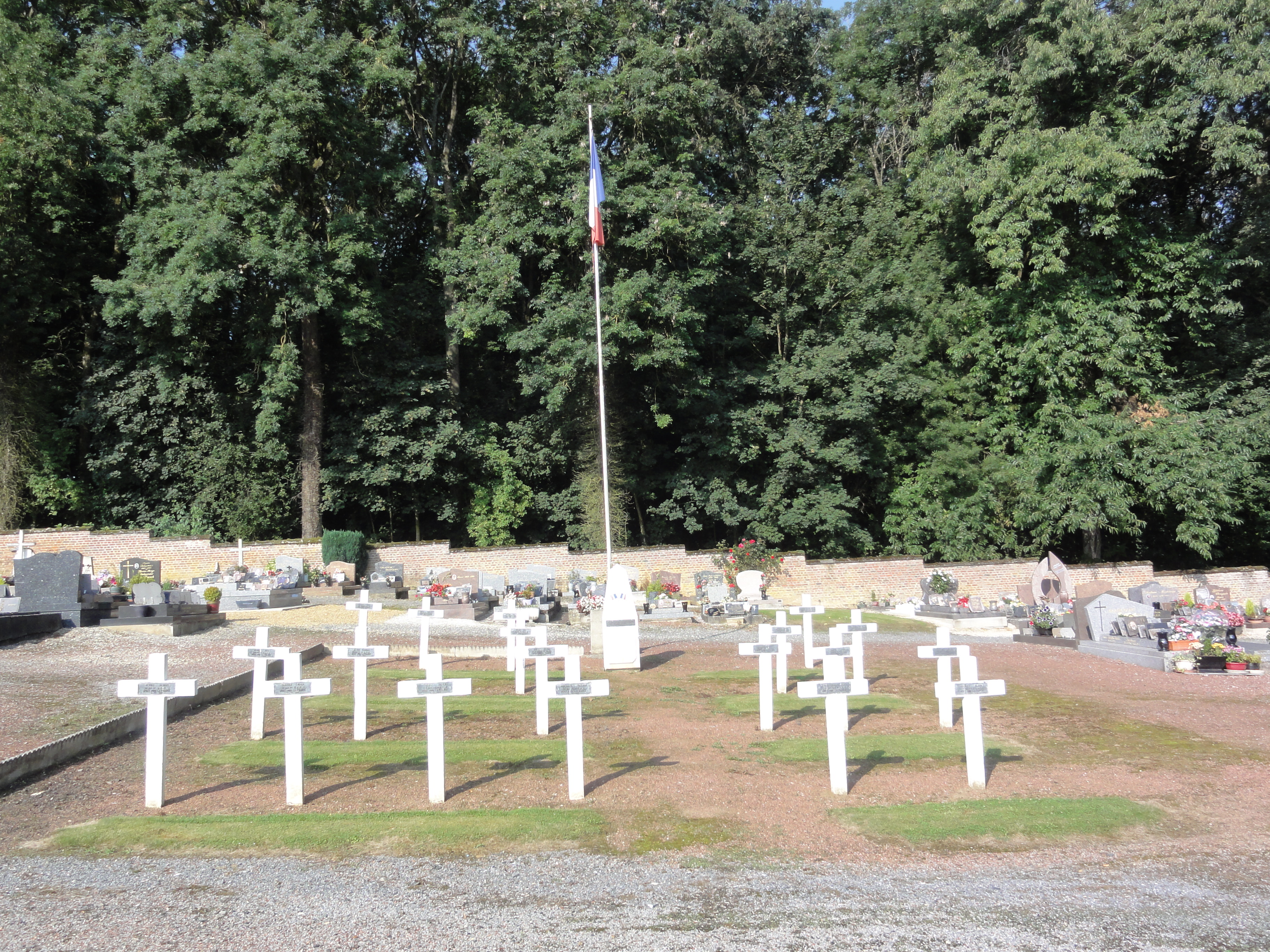
Carré militaire au cimetière.
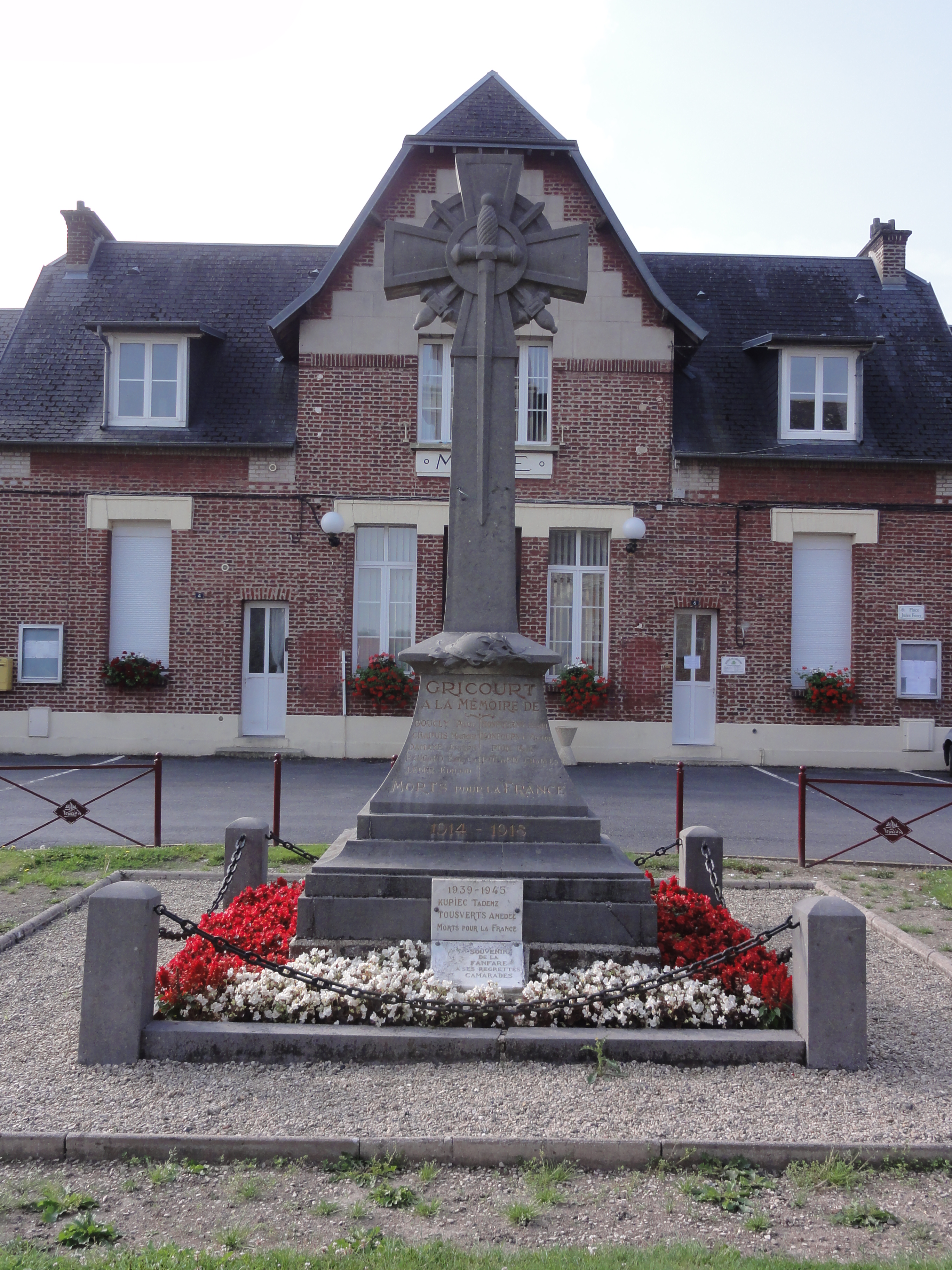
Monument aux morts.

### Personnalités liées à la commune
- Louis-Paul Colliette (...-~1790), écrivain, a été curé de Gricourt.
- François Malézieux (1821-1903), homme politique, député de 1871 à 1885, sénateur de l'Aisne.